# Осиковська Лакавиця
Оси́ковська Лака́виця (болг. Осиковска Лакавица) — село в Софійській області Болгарії. Входить до складу общини Правець.

## Населення
За даними перепису населення 2011 року у селі проживала 321 особа, з них 268 осіб (98,9%) — болгари.
Розподіл населення за віком у 2011 році:
Динаміка населення: